# Geranomyia amoenalis
Geranomyia amoenalis är en tvåvingeart som först beskrevs av Alexander 1945.  Geranomyia amoenalis ingår i släktet Geranomyia och familjen småharkrankar.
Artens utbredningsområde är Peru. Inga underarter finns listade i Catalogue of Life.